# Munna studeri
Munna studeri is een pissebed uit de familie Munnidae. De wetenschappelijke naam van de soort is voor het eerst geldig gepubliceerd in 1893 door Hiegendorf.